# Villa Díaz Ordaz
Villa Díaz Ordaz è un comune del Messico, situato nello stato di Oaxaca.